# Manuel del Pópulo Vicente García

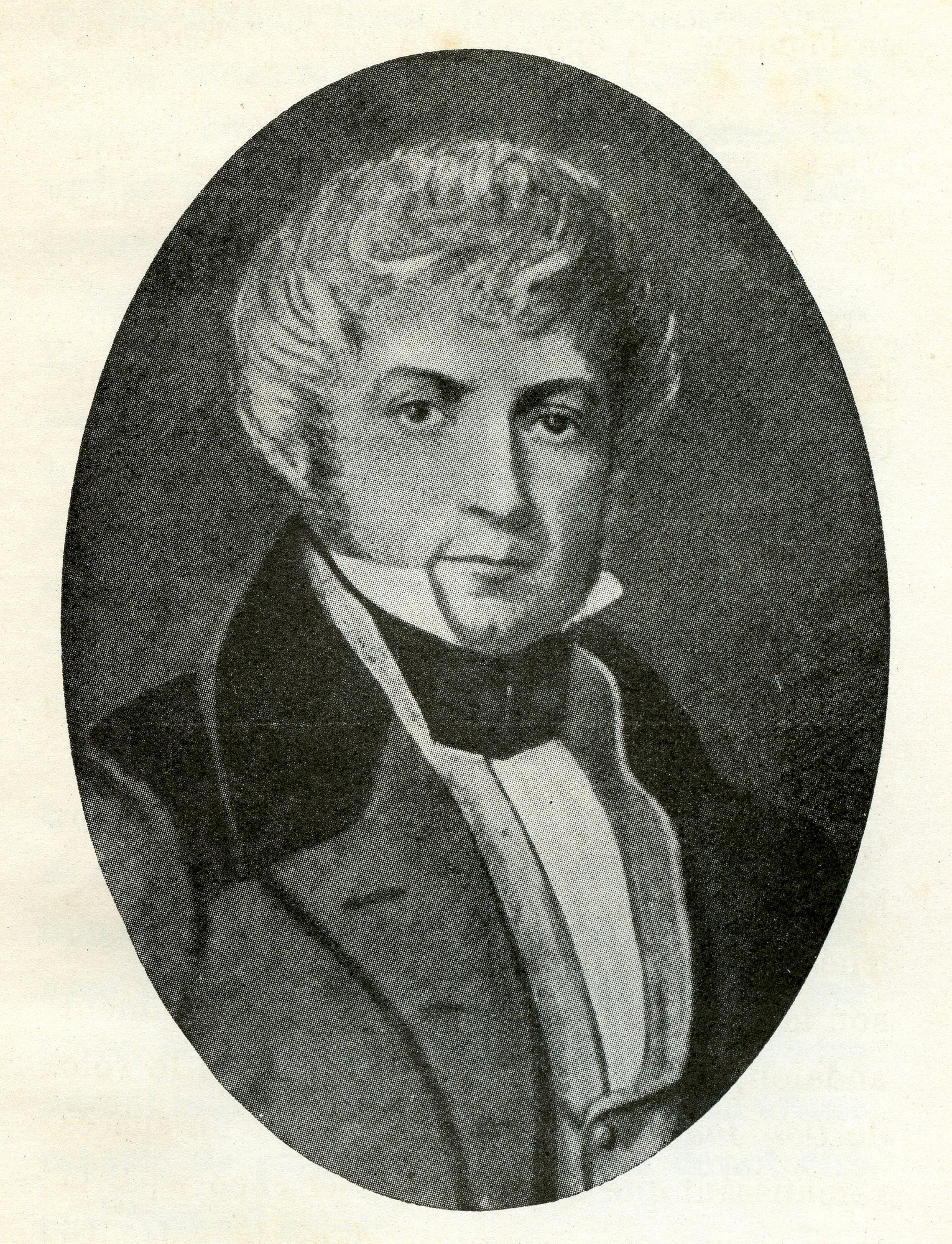
Manuel del Pópulo Vicente Rodríguez (Garcia)

Manuel García (bürgerlich Manuel del Pópulo Vicente Rodríguez) (* 21. Januar 1775 in Sevilla; † 10. Juni 1832 in Paris) war ein spanischer Opernsänger (Tenor), Gesangspädagoge, Komponist, Dirigent und Operndirektor. Er war der Vater und Lehrer von Manuel García junior, Maria Malibran und Pauline Viardot-García.

## Leben

### Spanien 1775 – 1807
Er war ein Sohn des Schusters Gerónimo Rodríguez Torrentera (1743–1817) und der Mariana Aguilar (1747–1821) und hatte zwei Schwestern namens Maria und Rita. Seinen eigentlichen Namen änderte er später zu Manuel del Pópulo Vicente García, kurz Manuel García.

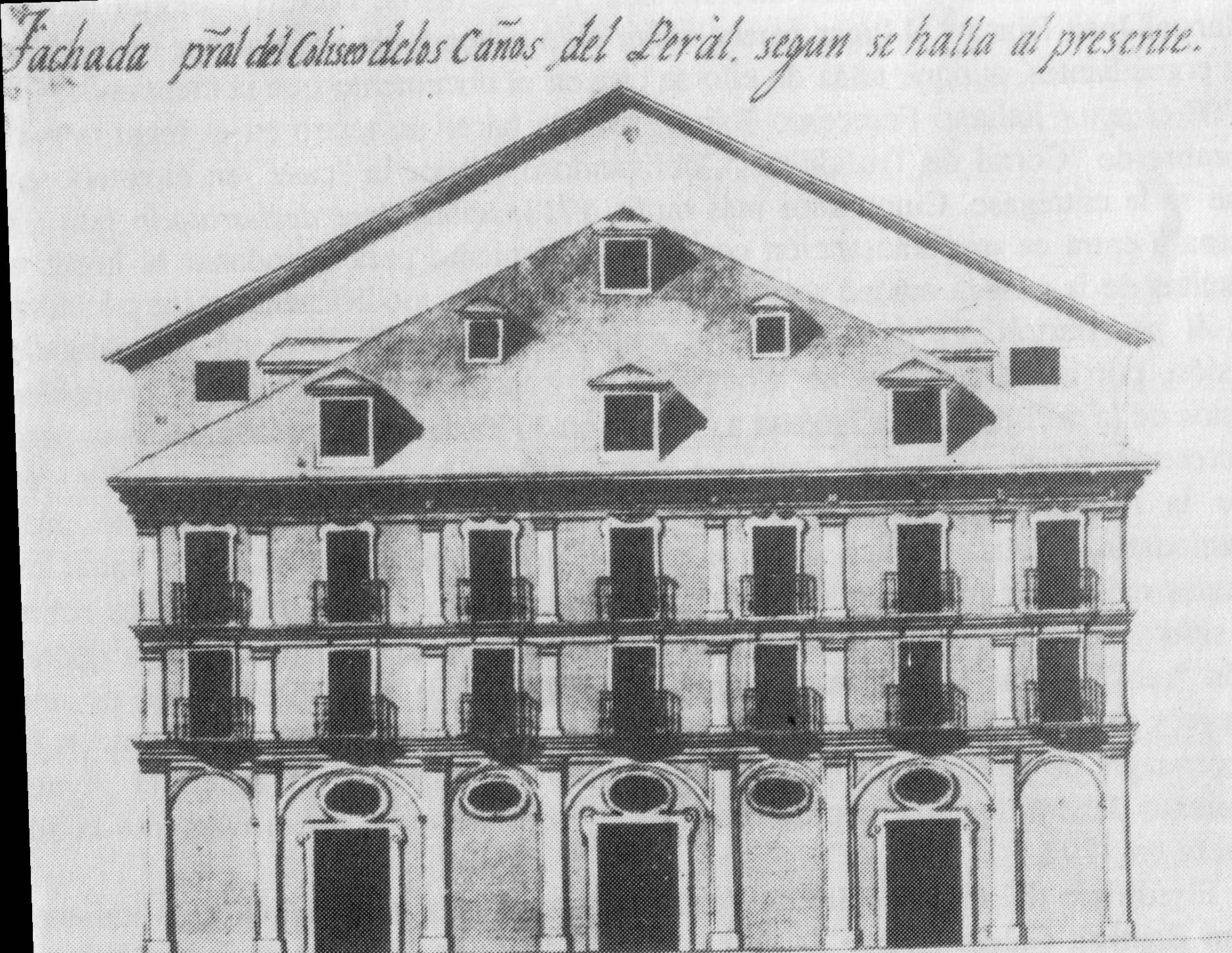
Das Coliseo des Teatro de los Caños del Peral in Madrid, 1788

Ausgebildet vom Komponisten und Meister der Kapelle von Sevilla, Antonio Ripa, und dem Cellisten und Clavierspieler Juan Almarcha, debütierte García als Tenor am Theater in Cádiz. Dort heiratete er 1797 die Sängerin und Tänzerin Manuela Morales (bürgerlich Manuela Aguirre Pacheco); das Paar hatte zwei Kinder, von denen Josefa Ruiz García seine Schülerin war und eine bekannte Sängerin wurde.
1798 ging das Paar nach Madrid, wo García zunächst in der Compagnie des Francisco Ramos mitwirkte und seine ersten eigenen Tonadillas El majo y la maja und La declaración komponierte. Im Teatro de los Caños del Peral sang er unter anderem 1799 seine erste bedeutende Hauptrolle in Paisiellos Nina.
Am 6. Oktober 1799 geriet er mit dem Wachposten des Coliseo Príncipe in Streit und wurde für kurze Zeit in der Kaserne Santa Isabel inhaftiert. Möglicherweise musste er wegen dieses Vorfalls Madrid verlassen und lebte 1800–1801 in Málaga, kehrte aber mit königlicher Erlaubnis als erster Tenor ans Caños del Peral zurück, wo er 1802 in der Madrider Erstaufführung von Mozarts Le nozze di Figaro (auf Spanisch) und in Paisiellos La Niteti mitwirkte. In den folgenden Jahren sang er in spanischen Übersetzungen italienischer Opern sowie französischer Opéra-comiques von Gaveaux, Méhul, Cherubini, Berton, Isouard und Dalayrac.
García, der ab 1803 zusammen mit Isidoro Máiquez auch Direktor des Teatro de los Caños del Peral war, komponierte außerdem eine Reihe spanischer „Operetten“, in denen er auch auftrat. Von diesen Werken wurden Quien porfía mucho alcanza und El criado fingido (UA am 2. Februar 1804) besonders populär, und noch Georges Bizet soll den Polo „Cuerpo bueno, alma divina“ aus El criado fingido für die Entracte zum letzten Akt seiner Carmen ausgewertet haben. Außerdem komponierte García Schauspielmusiken für Aufführungen von Racines Tragödien Athalie und Esther im Februar und März 1804.
Am 28. April 1805 sang er in der erfolgreichen Uraufführung seiner „ópera-monólogo“ El poeta calculista. Daraus wurde die Arie „Yo que soy contrabandista“ in ganz Europa berühmt, nicht zuletzt durch seine beiden Töchter Maria Malibran und Pauline Viardot-Garcia, die das Stück später in Aufführungen von Rossinis Barbiere di Siviglia einschoben; Franz Liszt komponierte darüber 1836 einen Rondeau fantastique.
Am 16. Oktober 1806 wurde García zum „Maestro supernumerario de los teatros de la Corte“ (überzähliger Maestro der Hoftheater) ernannt, nachdem er selber darum ersucht hatte. Seine letzte spanische Operette Los ripios del maestro Adán wurde am 18. Januar 1807 anlässlich der Ernennung Manuel Godoys zum Admiral uraufgeführt.

### Paris und Italien 1808 – 1816

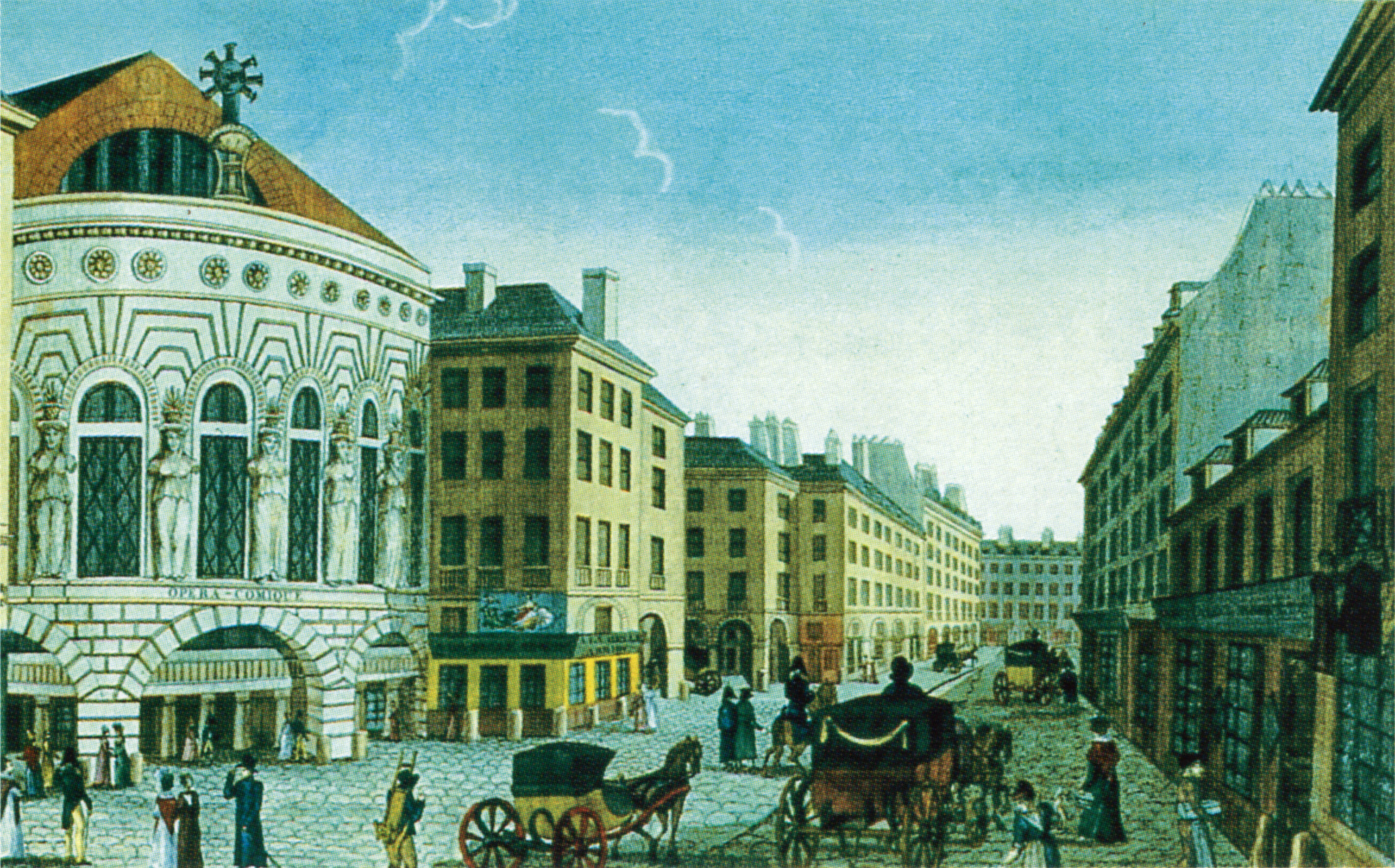
Die Opéra-Comique in der rue Feydeau, Paris, um 1807

Anfang April 1807 verließ er Madrid und zugleich seine erste Frau sowie zwei gemeinsame Töchter. García reiste nach Auftritten in Valladolid, Burgos und Vitoria über Bayonne nach Paris, und debütierte dort am 11. Februar 1808 an der Opéra-Bouffe (Théâtre de l’Odéon) in Ferdinando Paërs Oper Griselda.
In Paris lebte er bis 1811, zusammen mit seiner Geliebten Maria Joaquina Siches (genannt Joaquina Briones), die er später heiratete. Das Paar hatte drei Kinder, die alle berühmte Sänger wurden: Manuel (1805–1906), Maria Felicia (1808–1836) und später Pauline (1821–1910). Alle drei wurden zunächst von ihrem Vater ausgebildet. Garcia versäumt es auch nicht, Rollen für seine Frau zu schreiben.
Im März 1809 hatte er mit seinem Poeta calculista einen großen Erfolg, zumal das Pariser Publikum damit zum ersten Mal überhaupt „originär“ spanische Musik zu hören bekam (laut Fétis). Anschließend sang er in Paisiellos La molinara und Sartis Fra i due litiganti. In Paris fiel er durch seine temperamentvollen Interpretationen auf, und lobte man seine angenehme und flexible Stimme sowie seine präzise Intonation, auch wenn seine improvisierten Verzierungen für französische Ohren zu dieser Zeit als übertrieben empfunden wurden (im Gegensatz zu italienischer Musik war der traditionelle Gesangsstil in der französischen Oper schlicht und bestand zu großem Teil aus Deklamation).

Im Januar 1810 veröffentlichte er eine Sammlung von Romanzen (Recueil de romances) auf Texte von Fromentin. Dank der Vermittlung von Paër wurde er in das Ensemble des Théâtre-Italien in Paris aufgenommen.

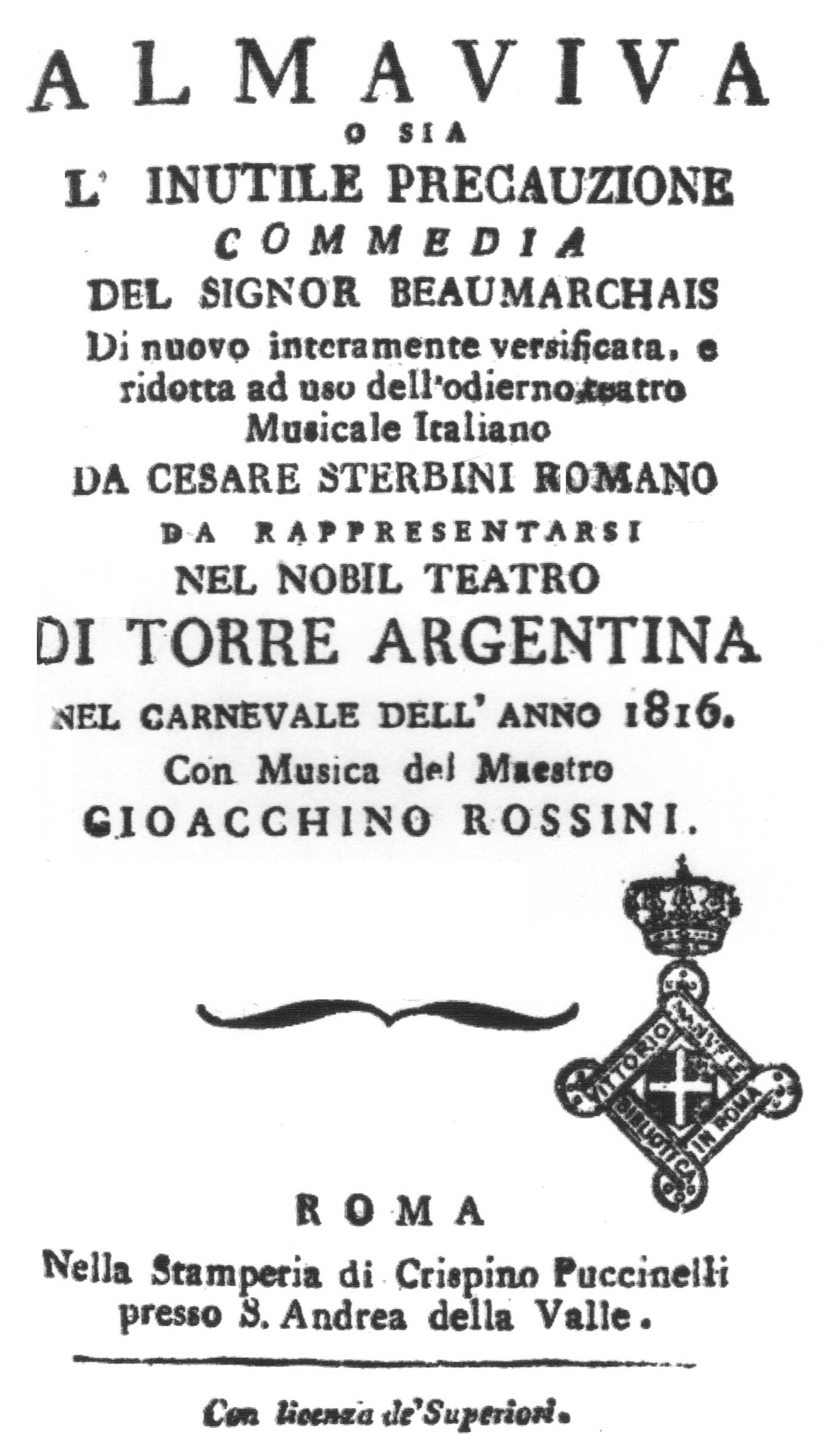
Plakat zur Uraufführung des Barbiere di Siviglia, Rom 1816

1811 begab er sich nach Italien, wo er zunächst in Turin im Teatro Carignano in Paërs Camilla auftrat. Danach lebte er bis 1816 in Neapel, wo er seine Gesangskunst durch Unterricht bei dem Tenor Giovanni Ansani perfektionierte. Er debütierte am Teatro San Carlo am 6. Januar 1812 in Marco Portogallos Oper Oro non compra amore und sang auch in Glucks Ifigenia in Aulide. Im selben Jahr ernannte ihn Joachim Murat, der damalige König von Neapel, zum ersten Tenor seiner Kammermusik und seiner Kapelle („premier ténor de sa musique particulière et de sa chapelle“).
In Neapel gehörte Garcia zum besten Sänger-Ensemble seiner Zeit und sang auch in einigen bedeutenden Uraufführungen, oft an der Seite von Isabella Colbran, der (späteren) Frau Rossinis, und von seinem Tenor-Kollegen Andrea Nozzari. So war er am 28. November 1813 der erste Egeo in Giovanni Simone Mayrs erfolgreicher Medea in Corinto, und sang 1815 den Norfolk in der Uraufführung von Rossinis Elisabetta regina d’Inghilterra.

Seine wohl erfolgreichste eigene Oper Il califfo di Bagdad brachte Garcia am 30. September 1813 am neapolitanischen Teatro del Fondo heraus. Dagegen fiel seine Oper Tella e Dallaton (UA: 4. November 1814), die am San Carlo mit Isabella Colbran in einer Gala zu Ehren der Königin gegeben wurde, durch.

Gioachino Rossini schätzte Manuel Garcia sehr und komponierte für ihn die Partie des Grafen Almaviva in Il barbiere di Siviglia, die er am 20. Februar 1816 in der Uraufführung in Rom sang (unter dem ursprünglichen Titel Almaviva, ossia L’inutile precauzione).
Joaquina Briones wirkte oft in den Opern ihres Mannes mit, beispielsweise in der Uraufführung von Der Kalif von Bagdad am 30. September 1813 im Teatro San Carlo.

### London und Paris 1816 – 1825

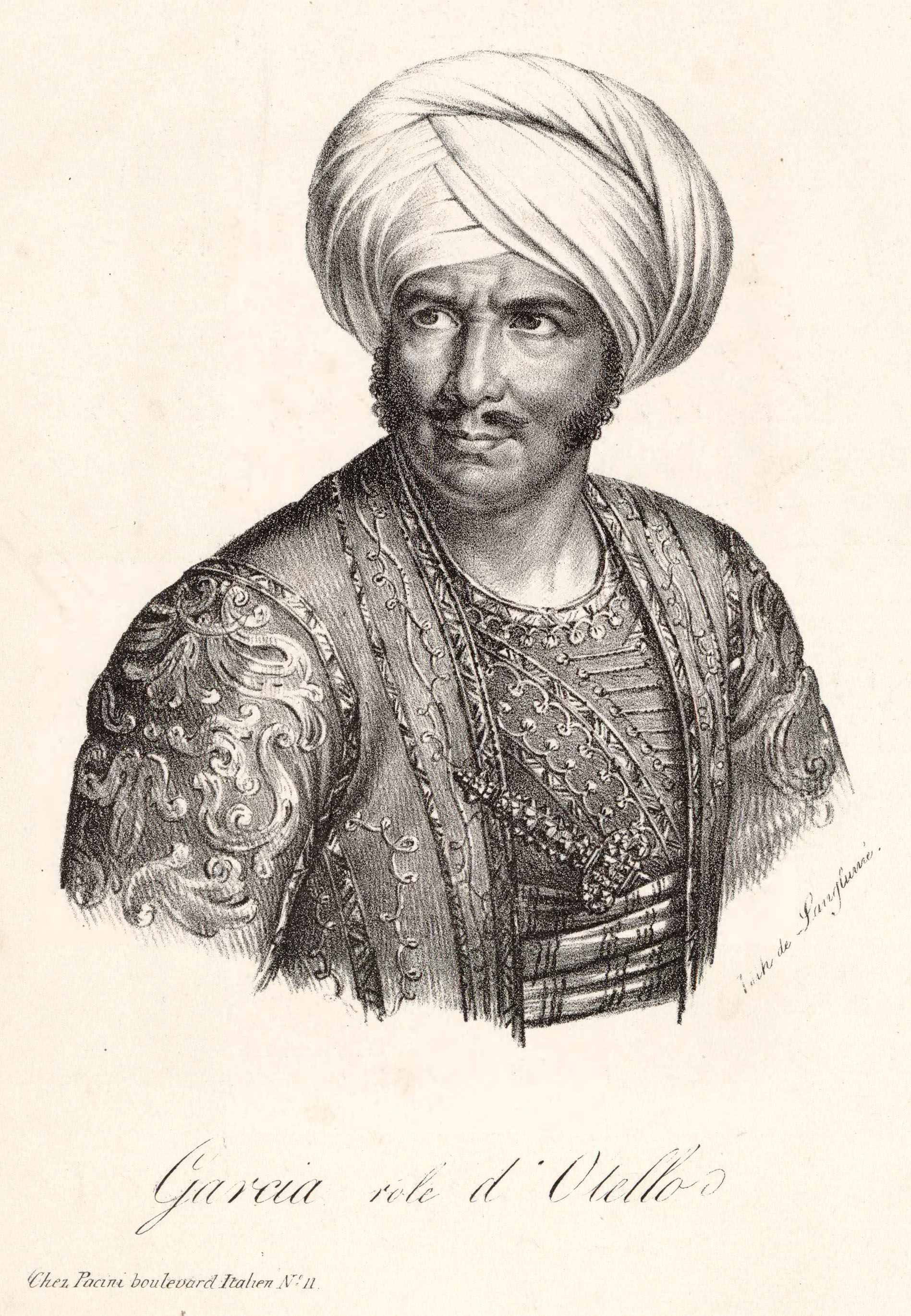
Manuel Garcia als Otello (Rossini), um 1821

1816 verließ er Italien zunächst in Richtung London, und dann nach Paris, wo er wieder am Théátre-Italien sang, unter anderem in Cimarosas Il matrimonio segreto (Oktober 1816). Mittlerweile hatte sich seine Stimme durch den Unterricht bei Ansani noch verbessert und an Kraft gewonnen. Mit großem Erfolg führte er auch seinen Califfo di Bagdad auf. Er geriet jedoch bald in Konflikt mit Angelica Catalani, die damals die Direktorin des Théátre-Italien war und extrem gekränkt und wütend reagierte, als García in einer Aufführung von Portogallos Oper La morte di Semiramide am 20. September 1817 mehr Applaus bekam als sie selber.
Daher begab er sich wieder nach London, wo er 1818–19 als Sänger Erfolge in Rossinis Barbiere di Siviglia, L’italiana in Algeri und Otello, sowie in Mozarts Zauberflöte feierte. Otello wurde eine seiner Paraderollen.
Im Herbst 1819 kehrte er nach Paris zurück, um in der dortigen Erstaufführung des Barbiere di Siviglia mitzuwirken und am 7. Oktober 1820 sang er zum ersten Mal Mozarts Don Giovanni (eigentlich eine Bassbariton-Rolle!), der einer seiner größten Erfolge wurde. Überhaupt war er (nach Fétis) nun auf dem Höhepunkt seiner sängerischen Laufbahn.

Auch kompositorisch war er während dieser Pariser Jahre recht fleißig: Er veröffentlichte 1820 eine Sammlung mit Chansons espagnoles, und mehrere seiner neuen eigenen Bühnenwerke wurden an der Opéra-Comique, dem Théâtre-Italien und dem Gymnase-Dramatique, sowie an der Académie Royale aufgeführt. Einen gewissen Erfolg hatte er mit La mort du Tasse (UA: 7. Februar 1821, Opéra), obwohl das Libretto nicht gefiel. Dagegen war seine Opera buffa Il fazzoletto (UA: 23. März 1820) ein Misserfolg, ebenso wie seine französische Oper Florestan ou Le Conseil des Dix (UA: 28. Juni 1822, Ópera) – als Konsequenz dieses Fiaskos entschied die Opéra, keine Werke mehr von García aufzuführen.
Anfang 1822 erkrankte er ernsthaft und musste sich einige Monate von der Bühne zurückziehen.
Im März 1823 verließ Garcia Paris und ging nach London, wo er in Rossinis Opern Otello und Zelmira auftrat. Nachdem er schon in Paris begonnen hatte, Gesangsunterricht zu geben, eröffnete er 1824 eine Gesangsschule in der Dover Street in London und veröffentlichte seine Exercises and Method for Singing.

### Amerika 1825 – 1828

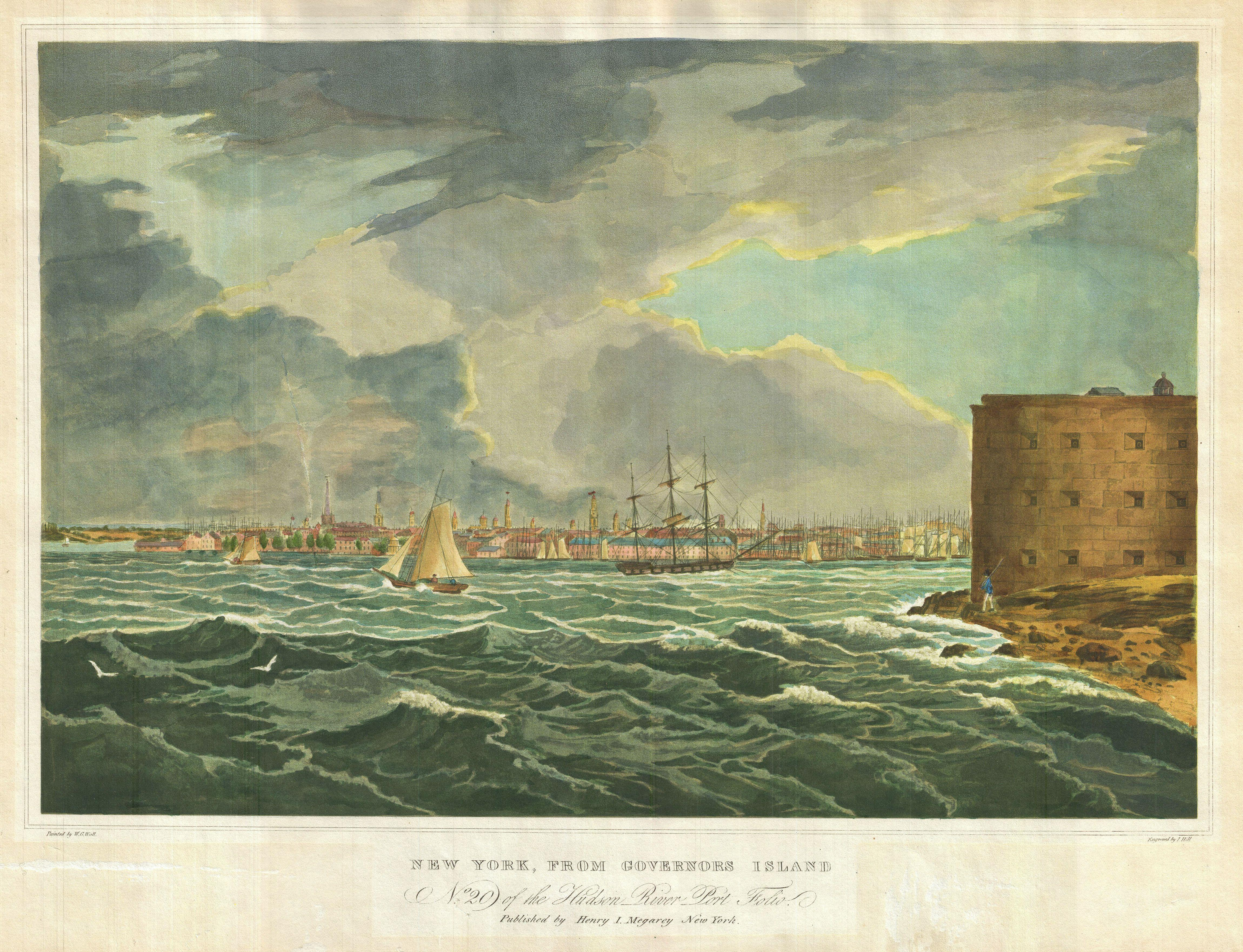
New York City und Hudson River, 1825

1825 ging er mit seiner ganzen Familie und einigen anderen Sängern in die Vereinigten Staaten, um dort als Erster italienische Opern aufzuführen, mit seiner Tochter Maria Felicia, die kurz zuvor in London mit großem Erfolg debütiert hatte, als Primadonna. Die erste Oper, die überhaupt öffentlich in Amerika aufgeführt wurde, war Il Barbiere di Siviglia, deren Premiere am 19. November 1825 im Park Theatre in Manhattan, New York stattfand, mit Manuel Garcia selbst als Graf Almaviva, Maria Felicia als Rosina, seinem Sohn Manuel Jr. als Figaro, und Joaquina Briones als Berta. Neben weiteren Rossini-Opern (Otello, La Cenerentola, Tancredi, Il turco in Italia) und Garcias neuen Opern L’amante astuto und La figlia dell’aria führten sie am 23. Mai 1826 auch Mozarts Don Giovanni auf.
Obwohl seine Tochter Maria inzwischen geheiratet hatte und in New York blieb, reiste Garcia mit der übrigen Truppe im Oktober 1826 in Richtung Mexiko. Am Teatro Provisional (Teatro de los Gallos) in Mexiko-Stadt brachten sie am 29. Juni 1827 wieder zuerst den Barbiere di Siviglia auf die Bühne, und im Juli Garcias Oper El Abufar ossia La famiglia araba. In der Folge und inmitten politischer Unruhen führten sie Garcias Opern in spanischer Übersetzung auf (Semiramis, Xaira, Los maridos solteros und El gitano por amor). Nachdem jedoch am 20. Dezember 1827 ein Dekret erlassen worden war, das die Vertreibung aller Spanier vorsah, mussten auch die Garcias Ende 1828 Mexiko inmitten eines Konvoys von 500 ausgewiesenen Spaniern verlassen. Nach glänzenden künstlerischen und materiellen Erfolgen verlor der Opernunternehmer dabei auf dem Weg von Mexiko-Stadt nach Veracruz sein Vermögen an die von der mexikanischen Regierung gestellte Eskorte.

### Letzte Lebensjahre 1829 – 1832
Die Familie kehrte 1829 nach Paris zurück, wo seine Tochter Maria Malibran inzwischen ein gefeierter Star war. Garcia wurde trotz nachlassender stimmlicher Kräfte wieder am Théâtre-Italien engagiert, wo er ab dem 24. September 1829 in Rossinis Barbiere und Elisabetta sang. Seinen letzten Auftritt im Théâtre-Italien hatte er am 23. Dezember 1829 in Don Giovanni.
Danach widmete er sich in erster Linie dem Gesangsunterricht, schrieb aber 1831 für seine Schüler noch die Salonoper Le cinesi nach einem Libretto von Pietro Metastasio.
Zu seinen Schülern gehörten neben seinen eigenen Kindern der Tenor Adolphe Nourrit, die Sopranistin Henriette Méric-Lalande und die Comtesse de Merlin (María de las Mercedes Santa Cruz y Montsalvo), die spätere Biografin Maria Malibrans.
Seinen letzten öffentlichen Auftritt hatte er am 4. August 1831 in einer Studentenaufführung der Oper Le vendemie di Xeres des Grafen Beramendi im Théâtre Tivoli. Im selben Jahr wurde er als fakultatives Mitglied an das Königliche Konservatorium für Musik in Madrid berufen.
Manuel Garcia starb am 10. Juni 1832 und wurde auf dem Friedhof Père Lachaise begraben. Die Gesangsausbildung seiner Tochter Pauline, die knapp 11 Jahre alt war, wurde nach seinem Tod von ihrer Mutter Joaquina Briones übernommen. Sein Sohn Manuel wurde ebenfalls Gesangspädagoge. Maria Malibran verstarb 1836 auf dem Höhepunkt ihres Ruhms, im Alter von nur 28 Jahren.

## Werke
Die folgende Auflistung erhebt keinen Anspruch auf Vollständigkeit.

### Bühnenwerke
- El majo y la maja (Tonadilla, um 1798, Madrid)
- La declaración (Tonadilla, um 1798, Madrid)
- El preso („opereta“, um 1800, Málaga ?)
- El seductor arrepentido („opereta“, 16. September 1802, Teatro de los Caños del Peral, Madrid)
- El reloj de madera („opereta“, 25. September 1802, Teatro de los Caños del Peral, Madrid)
- Quien porfía mucho alcanza („opereta“, 12. November 1802, Teatro de los Caños del Peral, Madrid)
- El luto fingido (30. Mai 1803, Teatro de los Caños del Peral, Madrid)
- El criado fingido (2. Februar 1804, Teatro de los Caños del Peral, Madrid)
- Schauspielmusik zu Jean Racines Athalie (25. Februar 1804)
- Schauspielmusik zu Jean Racines Esther (5. März 1804)
- El padrastro (Oper, 21. Juli 1804, Teatro de los Caños del Peral, Madrid)
- El poeta calculista („ópera-monólogo“), darin das Lied: „Yo que soy contrabandista“ (28. April 1805, Teatro de los Caños del Peral, Madrid)
- El cautiverio aparente (19. Dezember 1805, Teatro de los Caños del Peral, Madrid)
- Los ripios del maestro Adán („opereta“, 18. Januar 1807, Teatro de los Caños del Peral, Madrid)
- Il califfo di Bagdad (30. September 1813, Teatro del Fondo, Neapel)
- Tella e Dallaton (4. November 1814, Teatro San Carlo, Neapel)
- Le Prince d’occasion (10. Dezember 1817, Paris)
- La mort du Tasse (7. Februar 1821, Opéra, Paris)
- Il fazzoletto (23. März 1820, Paris)
- La Meuniere (16. Mai 1821, Gymnase Dramatique, Paris)
- Florestan ou Le Conseil des Dix (28. Juni 1822, Ópera, Paris)
- Les Deux contrats de mariage (6. März 1824, Opéra-Comique, Paris)
- L’amante astuto (17. Dezember 1825, Park Theatre, New York)
- La figlia dell’aria (25. April 1826, Park Theatre, New York)
- El Abufar ossia La famiglia araba (Juli 1827, Teatro Provisional (Teatro de los Gallos), Mexiko-Stadt)
- Le cinesi (1831, Paris)

### Lieder, Romanzen u.a.
- Recueil de romances (Paris, 1810)
- Terzetto di soprano, tenore, e basso (London, 1816)
- Chansons espagnoles (Paris, 1820)
- Exercises and Method for Singing (London, 1824)
- Auswahl von Stücken aus El gitano por amor (Paris, 1830)
- Caprichos líricos españoles (Paris, 1831)

## Notenausgaben
- Teresa Radomski (Hrsg.): L’isola disabitata. Partitur. Middleton, Wisc.: A-R Ed., 2006. Serie: Recent researches in the music of the nineteenth and early twentieth centuries; 42. ISBN 0-89579-594-9.